# Buathra rufiventris
Buathra rufiventris är en stekelart som beskrevs av Cameron 1903. Buathra rufiventris ingår i släktet Buathra och familjen brokparasitsteklar. Inga underarter finns listade.